# Forschungszentrum Jülich
Forschungszentrum Jülich GmbH (FZJ) es un centro de investigación alemán que lleva a cabo una investigación interdisciplinaria en los campos de la salud, la energía y el medio ambiente, así como información, basada en las competencias clave de la física y la supercomputación. Con alrededor de 5800 empleados (2018), es una de las instituciones de investigación más grandes de Europa. Forma parte de la Asociación Helmholtz de Centros de Investigación de Alemania .

## Formación y aprendizaje
En 2003, 367 personas recibieron capacitación en 20 profesiones diferentes en Forschungszentrum Jülich. La proporción de alumnos se encuentra en torno al 9% y es más del doble que el promedio nacional alemán (para empresas con más de 500 empleados). En cooperación con la Universidad RWTH de Aachen y la Universidad de Ciencias Aplicadas de Aachen, Forschungszentrum Jülich también ofrece cursos combinados prácticos y académicos. Después de haber completado con éxito sus exámenes, a los graduados se les ofrece seis meses de empleo en la profesión elegida. Entre 1959 y 2007, alrededor de 3.800 aprendices completaron su formación en más de 25 profesiones diferentes.
No se imparten conferencias en el propio Forschungszentrum Jülich, pero en línea con el llamado "modelo Jülich", los directores de los institutos son profesores designados en universidades cercanas en un procedimiento conjunto con el Estado Federal de Renania del Norte-Westfalia (generalmente Aachen, Bonn, Colonia, Düsseldorf, pero también universidades más lejanas como Duisburg-Essen o Münster). Al tener allí una cátedra, pueden cumplir con sus deberes de enseñanza. Muchos otros científicos en Forschungszentrum Jülich que han logrado la habilitación también realizan conferencias en las universidades cercanas. En cooperación con las universidades, se fundan lo que se conoce como "escuelas de investigación" (por ejemplo, "Escuela de Investigación Alemana para la Ciencia de la Simulación" con la Universidad RWTH Aachen o "Escuela Internacional de Investigación de Biofísica y Materia Suave Helmholtz" con las universidades de Colonia y Düsseldorf) con el fin de apoyar la formación científica de los estudiantes.
Una excepción a esto es la formación de desarrolladores de software matemático-técnico. En cooperación con la Universidad de Ciencias Aplicadas de Aachen (Campus Jülich),  las clases requeridas para la licenciatura en "Matemáticas aplicadas e informática" se imparten en gran parte en el Instituto Central de Matemáticas Aplicadas (ZAM) por profesores universitarios e instructores del ZAM. Para la posterior maestría en "Tecnomatemáticas", se aplica el mismo modelo y algunas de las conferencias son impartidas por personal del ZAM.
Cada año, el Forschungszentrum Jülich organiza una Escuela de Verano de dos semanas de duración, que aborda temas de actualidad en la física del estado sólido. 

## Infraestructura
Además de las instituciones de investigación y las instalaciones de gran escala, el Forschungszentrum Jülich tiene una variedad de unidades de infraestructura e instituciones centrales que necesita para sus operaciones cotidianas, entre ellas: 
- División de Finanzas y Control (F)
- División de personal (P)
- División Legal y de Patentes (R)
- División de Gestión de Operaciones (B)
- División de Seguridad y Protección Radiológica (S)
- División de Compras y Materiales (M)
- División de Organización y Planificación (O)
- Comunicaciones corporativas (Reino Unido)
- Instituto Central de Matemáticas Aplicadas (ZAM)
- División Central de Tecnología (ZAT)
- División Central de Química Analítica (ZCH)
- División Central de Reactores de Investigación (ZFR)
- Instituto Central de Electrónica (ZEL)
- Biblioteca central (ZB)